# Хасани, Шпетим
Шпетим Хасани (алб. Shpëtim Hasani; 10 августа 1982 года, Гнилане) — шведский и косоварский футболист, нападающий клуба «Карлслундс».

## Клубная карьера
Шпетим Хасани начинал свою профессиональную карьеру футболиста в 2004 году в команде «Сакарьяспор», в то время выступавшей в турецкой Суперлиге. Он дебютировал в ней 28 августа 2004 года в домашнем матче против «Галатасарая», выйдя на замену во втором тайме.
В 2005 году Хасани перешёл в клуб Аллсвенскана «Кальмар», но был тут же отдан в аренду команде Суперэттана «Дегерфорс». В 2006 году он дебютировал в главной футбольной лиге Швеции за «Кальмар». Но период с 2007 по 2010 год он вновь выступал в Суперэттане, поиграв за команды «Дегерфорс», «Сириус» и «Норрчепинг». С последним Хасани удалось в 2010 году завоевать путёвку в Аллсвенскан.
16 сентября 2011 года он сделал дубль в матче Аллсвенскана, принеся «Норрчепингу» гостевую победу над «ГАИСом» со счётом 2:1.

## Карьера в сборной
Шпетим Хасани провёл 5 матчей за сборную Косова, дебютировав за неё в товарищеском матче против сборной Албании 17 февраля 2010 года. На 31-й минуте этого матча Хасани забил и свой первый гол за сборную.

## Статистика выступлений

### В сборной
| Матчи и голы Шпетима Хасани за сборную Косова | Матчи и голы Шпетима Хасани за сборную Косова | Матчи и голы Шпетима Хасани за сборную Косова      | Матчи и голы Шпетима Хасани за сборную Косова | Матчи и голы Шпетима Хасани за сборную Косова | Матчи и голы Шпетима Хасани за сборную Косова | Матчи и голы Шпетима Хасани за сборную Косова |
| №                                             | Дата                                          | Место проведения                                   | Соперник                                      | Счёт                                          | Голы                                          | Соревнование                                  |
| --------------------------------------------- | --------------------------------------------- | -------------------------------------------------- | --------------------------------------------- | --------------------------------------------- | --------------------------------------------- | --------------------------------------------- |
| 1                                             | 17 февраля 2010                               | Городской стадион, Приштина                        | Албания                                       | 2:3                                           | 1                                             | Товарищеский матч                             |
| 2                                             | 5 марта 2014                                  | Олимпийский стадион Адем Яшари, Косовска-Митровица | Гаити                                         | 0:0                                           | -                                             | Товарищеский матч                             |
| 3                                             | 7 сентября 2014                               | Городской стадион, Приштина                        | Оман                                          | 1:0                                           | -                                             | Товарищеский матч                             |
| 4                                             | 10 октября 2015                               | Городской стадион, Приштина                        | Экваториальная Гвинея                         | 2:0                                           | —                                             | Товарищеский матч                             |
| 5                                             | 13 ноября 2015                                | Городской стадион, Приштина                        | Албания                                       | 2:2                                           | —                                             | Товарищеский матч                             |

Итого: 5 матчей / 0 голов; national-football-teams.com.